# Чернобровая сутора
Чернобровая сутора (лат. Suthora atrosuperciliaris) — вид птиц из семейства суторовых отряда воробьинообразные. Ранее данный вид выделяли в монотипический род Chleuasicus. Встречается от северо-востока Индии до южного Китая и северного Вьетнама.

## Распространение и систематика
Suthora atrosuperciliaris делится на два подвида со следующим распределением:
- Suthora atrosuperciliaris atrosuperciliaris — встречается от Ассама до Мьянмы, южного Китая (западный Юньнань), северо-западного Таиланда и северного Лаоса.
- Suthora atrosuperciliaris oatesi — встречается от северо-востока Индии (Дарджилинг) до Сиккима.

### Родственные связи
Ранее все суторы были включены в род Paradoxornis. Однако исследования ДНК показывают, что более крупные суторы и американская тимелия или крапивниковая синица (Chamaea fasciata) принадлежат к той же кладе, делая этот род парафилитичным. Вследствие этого Paradoxornis был разделен на несколько более мелких родов, включая Chleuasicus. Авторитетный Международный орнитологический конгресс (МОК) и Джеймс Клементс с соавторами в очередном издании монографии "Birds of the World, A Check List", а также BirdLife International включают этот вид в широко понимаемый ими род Suthora.

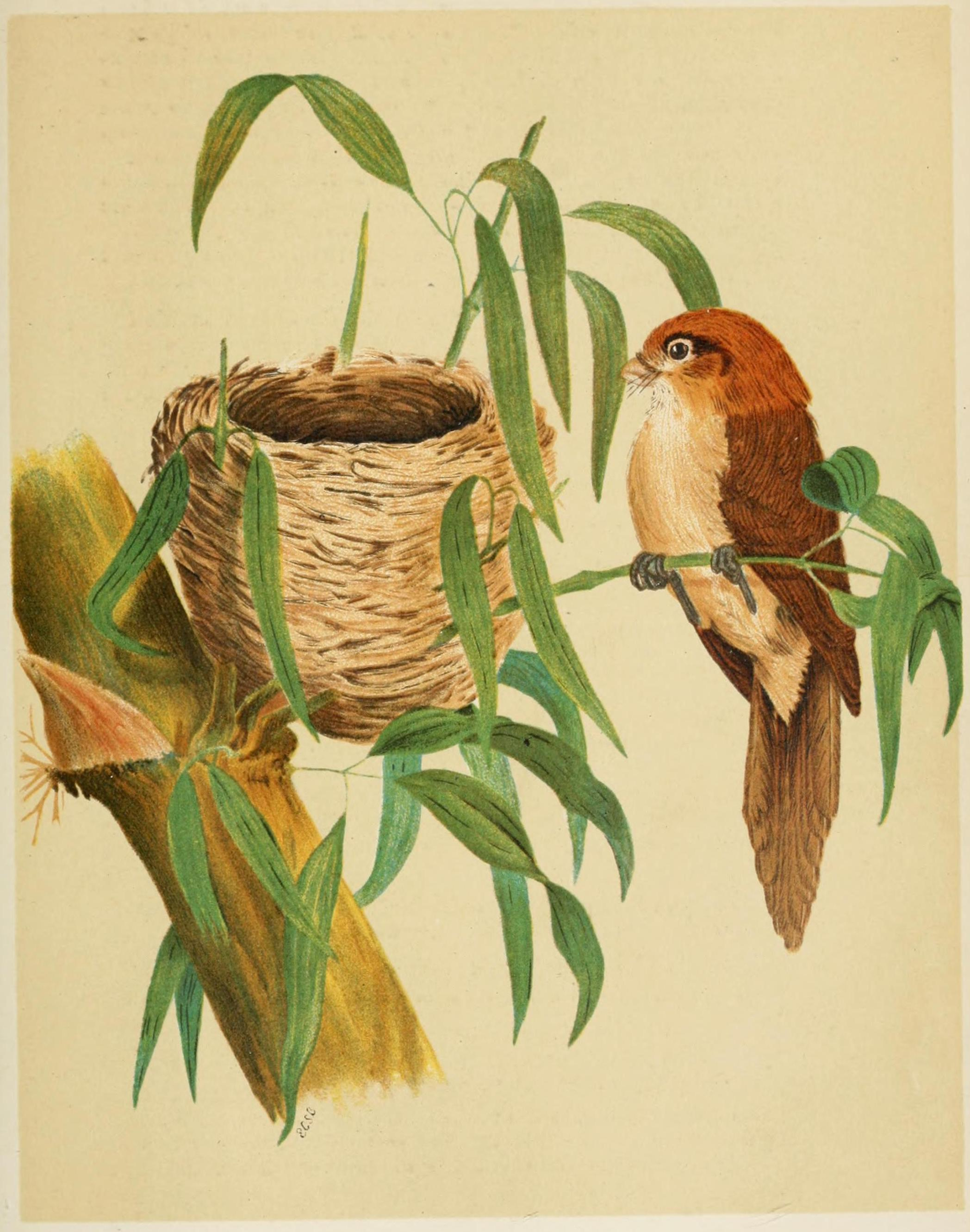
Рис. Э. Ч. Стюарта Бейкера, 1922}}

## Облик и образ жизни
Suthora atrosuperciliaris — сутора средних размеров с длиной тела 15 сантиметров. Как и у многих других сутор, у неё относительно длинный хвост и сильный короткий клюв. В целом, она напоминает более крупную рыжеголовую сутору (Psittiparus ruficeps) со светлой нижней стороной и довольно просто окрашенной коричневой спиной с ржаво-рыжей окрской головы и крыльев.
Видовое название происходит от латинских слов atros (чёрный, угольный) и supercilium (бровь). У Suthora atrosuperciliaris короткая чёрная бровь, яркая у номинативной формы, и нечёткая у подвида Suthora atrosuperciliaris oatesi. Кроме того, в отличие от Psittiparus ruficeps, для этого вида характерна беловатая уздечка, оранжево-коричневые кроющие ушных проходов и чуть более сильный клюв. Этот вид встречается в бамбуковых и кустарниковфых зарослях и в высокой траве.

## Статус и угрозы
Хотя этот вид имеет большой ареал  и высокую общую численность, считается, что его численность сокращается в результате разрушения и фрагментации среды обитания, хотя и не настолько сильно, чтобы считать этот вид , находящимся под угрозой исчезновения. Международный союз охраны природы IUCN поэтому классифицирует этот вид, как вызывающий наименьшее беспокойство (LC). Обшая численность этого вида не оценивалась, но в целом он считается довольно редким, хотя локально он может быть довольно весьма обычным.